# Avril Lavigne
Avril Ramona Lavigne (Belleville, Ontario, 1984. szeptember 27. –) Juno Award-díjas és Grammy-jelölt kanadai pop-rock énekesnő és dalszerző.
Az első két albuma, a Let Go (2002) és az Under My Skin (2004) számos országban a toplistán szerepelt. Harmadik albuma, a The Best Damn Thing 2007-ben jelent meg. Negyedik albuma 2011. március 8-án jelent meg, Goodbye Lullaby címmel, az ötödik albuma pedig 2013. november 5-én Avril Lavigne címmel, hatodik albuma 2019. február 15-én Head Above Water címmel, hetedik albuma pedig 2022. február 25-én jelent meg Love Sux címmel. 
Bár vezetékneve francia eredetű, nevét rendszerint angolosan ejtik ki. A „la vigne” franciául azt jelenti, hogy a szőlő vagy a szőlőtőke. Keresztneve, Avril, április-t jelent franciául. Nevét helyesen így ejtsd: Evril Levín
Lavigne tízmillió eladott lemezével (2010) az egyik legsikeresebb előadó az Egyesült Államokban.

## Korai élet
Avril Ramona Lavigne a kanadai Belleville-ben született francia apától (John) és egy francia-ontariói anyától (Judy), átlagos családban. Mindkét szülő katolikus, gyermeküket is római katolikusként nevelték. Édesapja az április hónap francia nevéről nevezte el. Két testvére van, bátyja Matthew és húga Michelle. Avril zenei tehetségét kétéves korában fedezték fel, amikor – anyja elmondása alapján – Avril nélküle kezdett el énekelni a templomban.
1998-ban Lavigne megnyert egy versenyt, melynek díjaként a szintén kanadai Shania Twainnel énekelhetett együtt. Twain mellett lépett fel az ottawai koncerten, amely az első lépcsőfok volt zenei karrierjében.

## Pályafutása

### 1999–2001: Karrier kezdetek
Cliff Fabri, Avril első szakmai menedzsere fedezte fel őt, miközben countryzenét énekelt a Chapters könyvkereskedésben, Ontarióban. A Lennox Community Theatre egyik előadása alatt Avril feltűnt az egyik helyi énekesnek, Steve Meddnek, aki felkérte őt, hogy énekeljen az egyik számában, a Touch The Sky-ban, amely az 1999-es Quinte Spirit című albumán szerepel. Avril szintén énekelt a Temple Of Life és a Two Rivers című számokban a következő My Window To You című 2000-es albumán.
2000 novemberében Ken Krongard leszerződtette, majd meghívta Antonio „L.A” Reid-et, hogy meghallgassa a lány hangját a manhattani stúdióban. A kiadó ragaszkodott hozzá, hogy Lavigne mások dalait énekelje, az énekesnő azonban maga akart dalokat írni. Végül a Let Go albumot a The Matrix nevű produkciós csapat segítségével hozták létre.

### 2002–2003: Let Go
A Let Go című album 2002. június 4-én jelent meg az Egyesült Államokban, ahol második helyezést ért el, míg Ausztráliában, Kanadában és az Egyesült Királyságban első helyezett lett a ranglistán. Ezzel Avril lett az első fiatal női szólista, aki az Egyesült Királyságban albumával első helyezést ért el.
2002 végére az album négyszeres platinalemez lett. 2003 májusára az albumból több mint egymillió példány fogyott el Kanadában. 2009-re összesen 16 millió példányban kelt el világszerte. 2009-re az Egyesült Államokban már hatszoros platinalemez volt, több mint hatmillió eladott példánnyal.
Négy szám vált híressé az albumról. A Complicated első helyezést ért el Ausztráliában és második helyezést az Egyesült Államokban. Avril rekordot ért el a Complicated című számával, a Contemporary Hit Radio listáján 11 hétig szerepelt első helyen, melyet eddig Natalie Imbruglia uralt Torn című számával szintén 11 hétig. A Sk8er Boi bekerült az első 10-be az Egyesült Államokban és Ausztráliában. Az I'm With You szintén az első 10-ben végzett az Egyesült Államokban és az Egyesült Királyságban. A Losing Grip Tajvanon került be az első 10-be és Chilében az első 20-ba. Lavigne volt a második előadó a zenetörténelemben, akinek három kislemeze is első helyezést ért el a Billboard listáján.
Avril elnyerte a legjobb új előadó címet 2002-ben az MTV Video Music Awards-on és négy Juno-díjat nyert 2003-ban a hat jelölésből. A World Music Award-on a legtöbb lemezt eladó kanadai énekes díját kapta és nyolc Grammy-díjra jelölték, többek között az év legjobb dalára és a legjobb előadói díjra.

### 2004–2005: Under My Skin

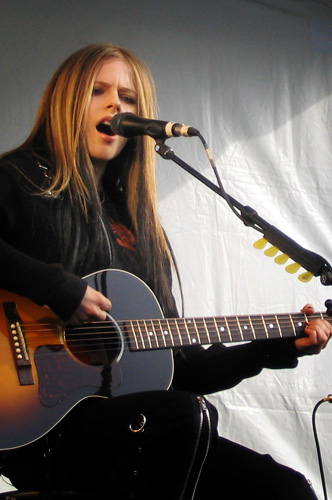
Lavigne Vancouverben a Live and by Surprise turnén

Avril Lavigne második albuma, az Under My Skin 2004. május 25-én jelent meg az Egyesült Államokban. Első helyezést ért el számos országban, többek között az Egyesült Államokban, az Egyesült Királyságban, Németországban, Japánban, Ausztráliában, Kanadában, Mexikóban, Argentínában, Spanyolországban, Írországban, Thaiföldön, Dél-Koreában és Hongkongban. Az Egyesült Államokban 380 000 példányt adtak el az első héten. Az albumon lévő legtöbb számot a kanadai énekes-dalszövegíróval, Chantal Kreviazukkal írta, bár néhány számot közösen írt Ben Moodyval, Butch Walkerrel és Evan Taubenfelddel.
A vezető dal, a Don’t Tell Me Argentínában és Mexikóban első helyezett lett a ranglistán, bekerült az első ötbe az Egyesült Királyságban és Kanadában, az első tízbe Ausztráliában és Brazíliában. A My Happy Ending című szám bekerült az első tízbe az Egyesült Királyságban, de a harmadik száma, a Nobody’s Home nem került be az első negyvenbe. A negyedik szám az albumról, a He Wasn’t 23. helyezést ért el az Egyesült Királyságban és 24.-et Ausztráliában. A Fall To Pieces mint kislemez csak az USA-ban jelent meg.
Avril Lavigne két díjat nyert a World Music Awards-on 2004-ben, a világ legjobb pop/rock énekese és a világon legtöbb lemezt eladott kanadai énekes kategóriában. Öt jelölést kapott a Juno-díjra 2005-ben, amelyből hármat nyert meg, a közönségdíjat, az év előadója és az év pop albuma kategória díját. Lavigne a Breakaway című számot Matthew Gerarddal közösen írta és Kelly Clarksonnal együtt vették fel a The Princess Diaries 2: Royal Engagement filmzenéjeként. A Breakaway később megjelent Kelly második, Breakaway albumán mint első szám, és videóklip is készült belőle.
Lavigne 21 várost érintő lemezturnéba kezdett az Egyesült Államokban és Kanadában, amely 2004. március 4-én kezdődött a Minnesota állambeli Minneapolis-ban. Az összes fellépésen élőben adott elő számokat az új albumáról, melyet gitárosa, Evan Taubenfeld kísért. A koncert helyszínét a városokban csak a fellépés előtt 48 órával jelentették be. A turné anyaga válogatásban megjelent Avril Live Acoustic EP Single című albumán.
Hamarosan világ körüli turnéra is indult, a Bonez Tour 144 fellépést foglalt magában, köztük Budapestet is. A turné anyaga szintén megjelent DVD-n Live at Budokan: Bonez Tour néven.

### 2006–2011: The Best Damn Thing és Goodbye Lullaby

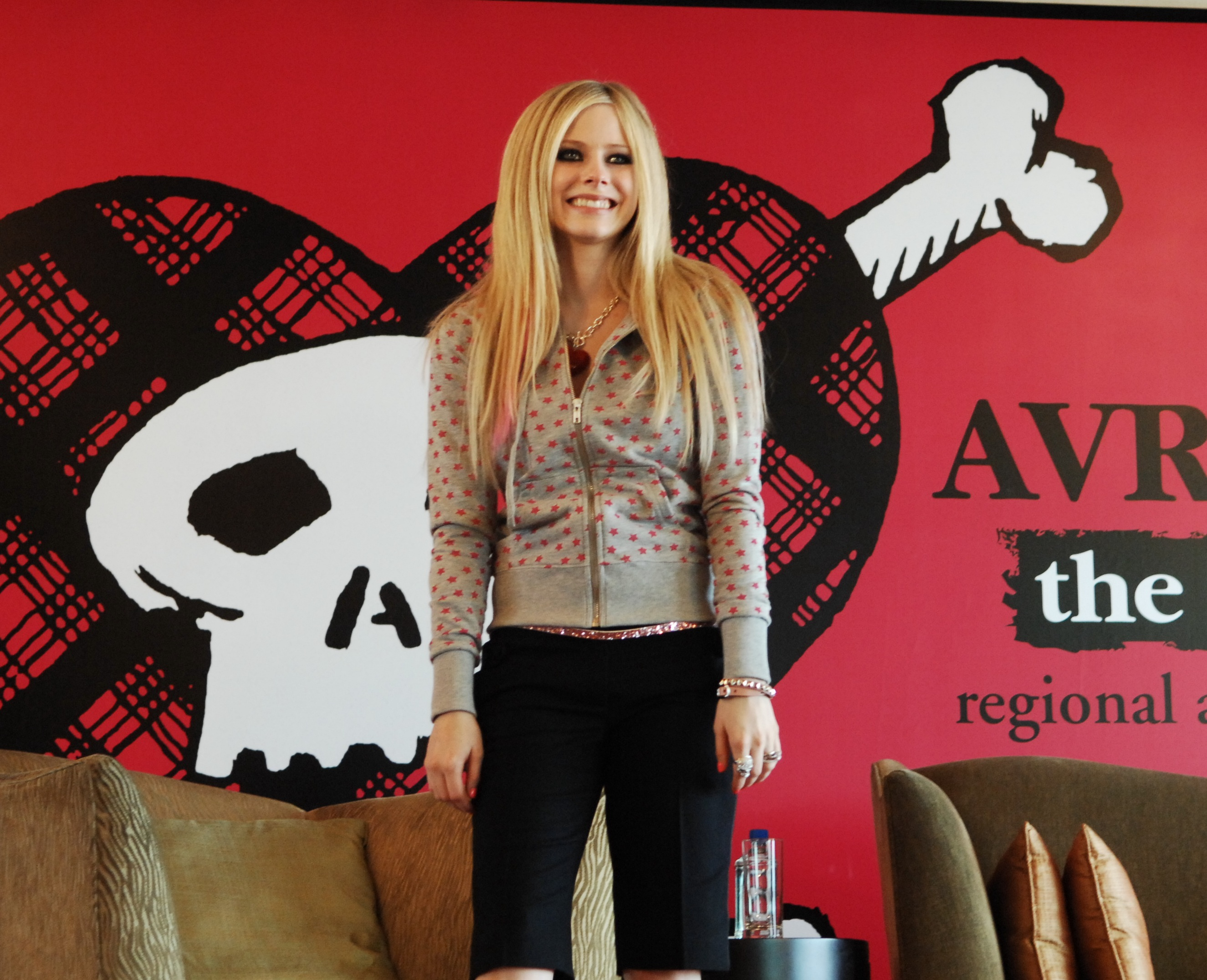
Lavigne 2007-ben Hongkongban, az album promóciós turnéján

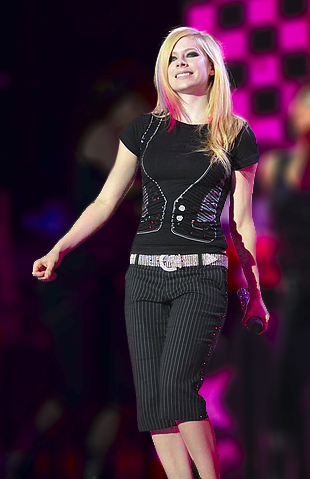
2008-ban Amszterdamban

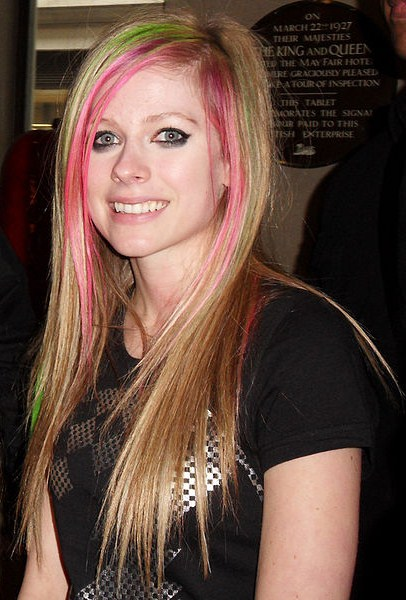
2011-ben

Avril harmadik albumát, a The Best Damn Thing-et Dr. Luke (Kelly Clarkson, Pink, Lady Sovereign és Daughtry), a férje, Deryck Whibley (Sum 41), Rob Cavallo (Green Day, Goo Goo Dolls, My Chemical Romance, Jewel), Butch Walker és Avril készítette. Travis Barker (Box Car Racer, blink-182, +44) is dobol Avril albumán.
A Girlfriend című szám hét egyéb nyelven is elérhető, az egyetlen különbség az angol változattól az, hogy a refrént lefordították spanyolra, portugálra, mandarinra, japánra, olaszra, németre és franciára. A When You're Gone hetekig volt a Viva Chart Show Top 10 dalai között, ám az első helyet nem
sikerült elérnie. A harmadik száma, a Hot azonban két hétig is az élen állt. 2007-ben a Word Music Awardson, Németországban elnyerte a legjobb előadónak járó díjat, a Girlfriendet pedig a legjobb slágerének nyilvánították. A The Best Damn Thing című albumról a negyedik videóklip a lemez címadó dalához készült, a dalban a Blink-182-ből ismert Travis Barker dobol.
A The Best Damn Tour keretében Avril Magyarországon is fellépett 2008. július 7-én, 20 órakor a Petőfi Csarnokban, azonban az esőzés miatt csak hét számot adott elő.
Avril negyedik albumát már eredetileg 2008 végén el akarta készíteni, azonban ez nem ment olyan könnyen. A punk-rock énekesnő negyedik lemeze kiadásáért harcolnia kellett, mert kiadója úgy vélte, nem elég eladható, így az album sokat váratott magára. Avril azonban bejelentette, habár negyedik nagylemeze késlekedik, akár két albumra is ráférne az a sok szám, mely most a negyediken rajta lesz. A "Goodbye Lullaby" végül 2011. március 8-án debütált, Avril karrierjében pedig ez a negyedik. Az énekesnő az elmúlt két évben csak ezen dolgozott. 2011-ben, Újév éjszakáján pedig bemutatták az első dalt is, “What The Hell” címmel. Avril olyan neves szakmabeliekkel dolgozott együtt, mint Deryck Whibley, Evan Taubenfeld és Butch Walker. Az első dalt Max Martin slágergyáros rendezte. Rajta szereplő dalok: Stop Standing There, Black Star, Smile, Push, Wish You Were Here, Alice, Remember When, What The Hell, 4 Real, Everybody Hurts, I Love You és a Goodbye. A Darlin‘ című dal is felkerült a korongra, ezt Avril még 14 éves korában írta.

### 2012–2017: Avril Lavigne

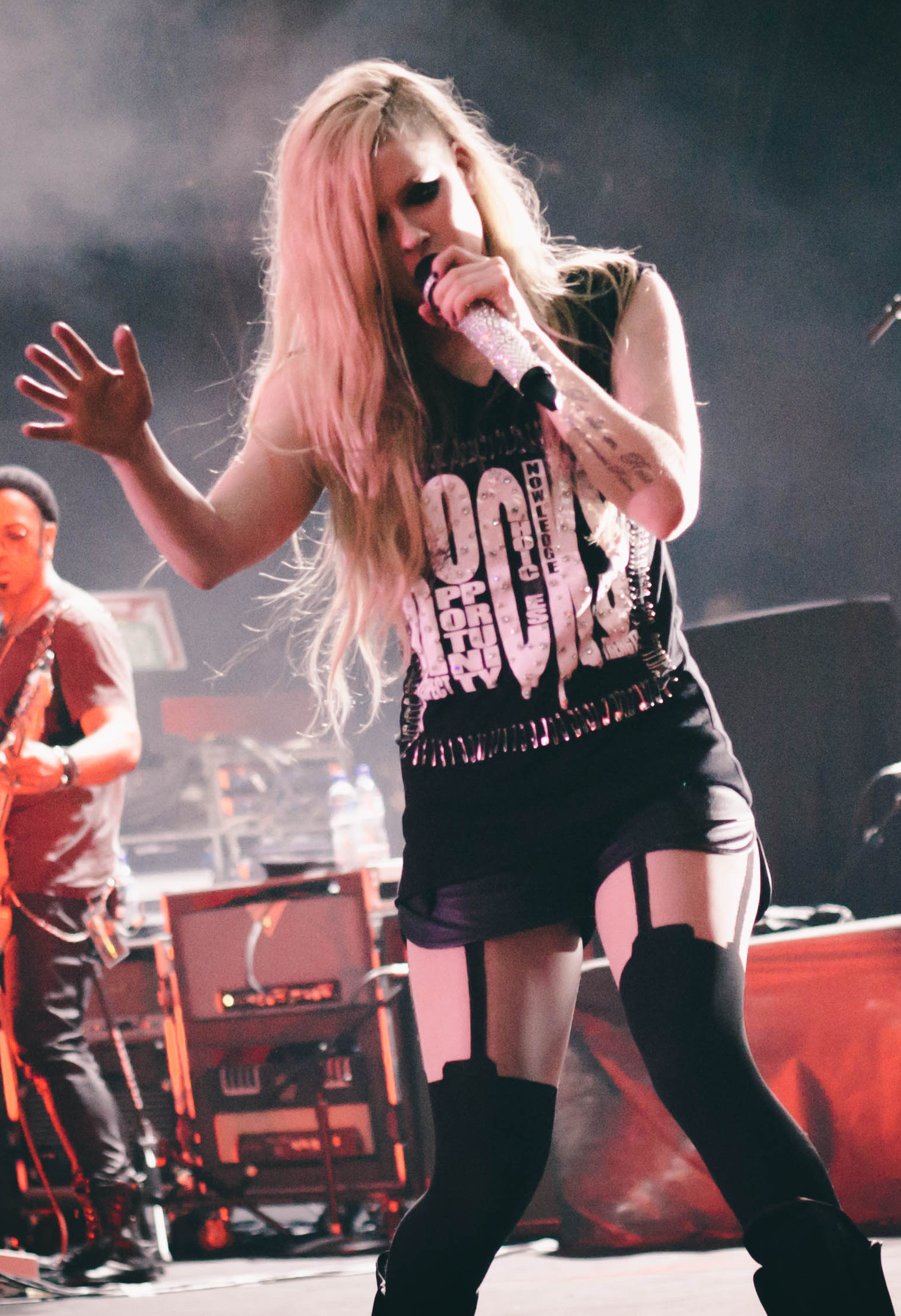
2014-ben, a brazíliai koncertsorozatán

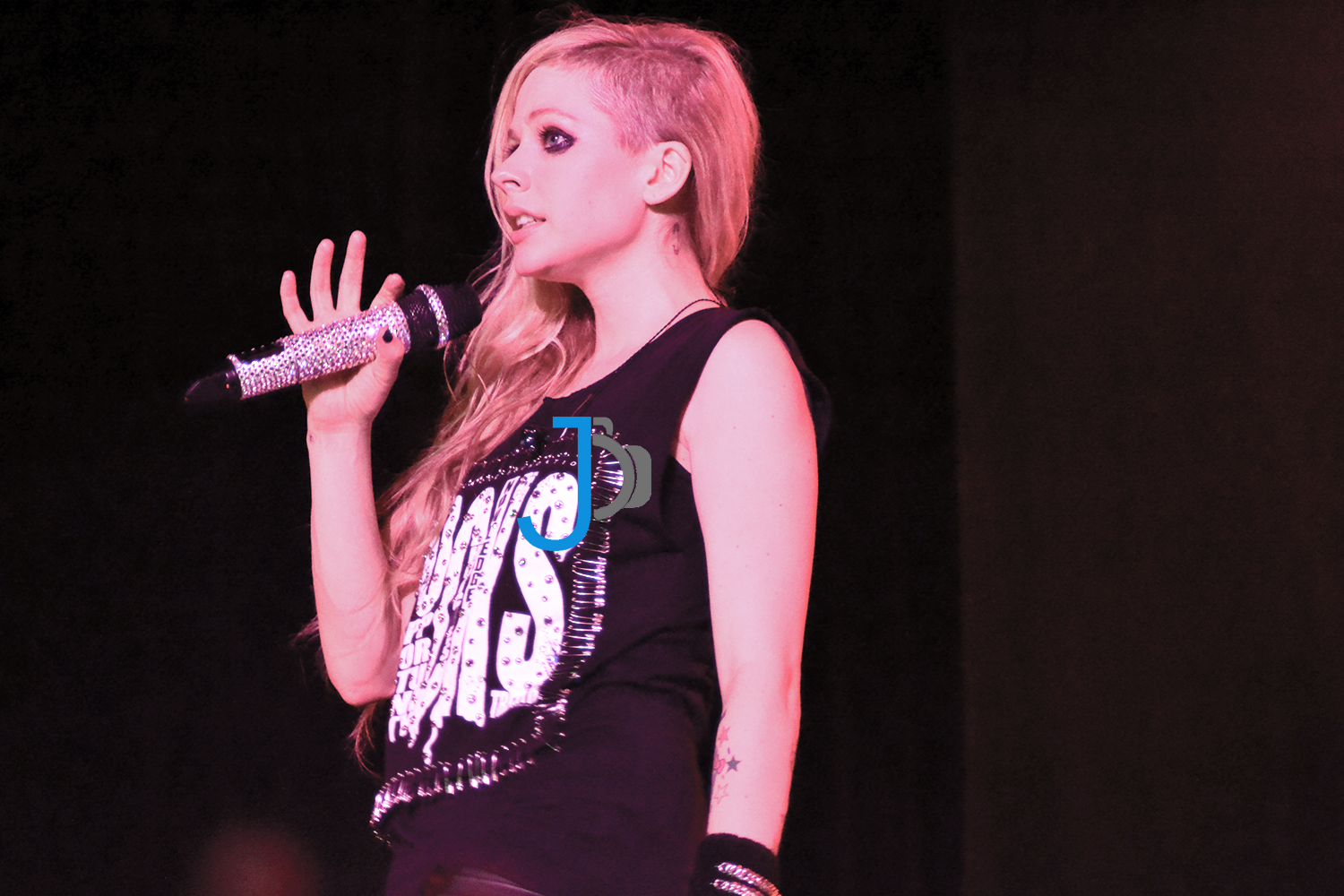
2014-ben, a brazíliai koncertsorozatán

Az ötödik korong 1 év eltolás után 2013. november 5-én került a magyar boltok polcaira. Az első kislemez az albumról, amely 2013 tavaszán jelent meg, a Here's To Never Growing Up, ezután nyáron a Rock N Roll című single népszerűsítette a közelgő lemezt, harmadikként pedig a Let Me Go című duett, amelyet férjével, Chad Kroegerrel, a Nickelback frontemberével énekelt fel. A lemez ezen kívül tartalmaz még egy duettet, amelynek címe Bad Girl, ebben Marilyn Manson szerepel Lavigne mellett. A dalokat Martin Jhonson, Chad Kroeger, J. Kash és David Hodges producelte.
A lemezről egyébként idő előtt az internetre került a 17 című dal (mint később kiderült) demóváltozata, valamint néhány nappal a hivatalos iTunes Stream előtt, október 25-én kiszivárgott az egész album.

### 2019–2020: Head Above Water
Betegsége miatt – 2014 decemberében Lyme-kórt állapítottak meg nála – késik hatodik albumának megjelenése. Végül 2016 végén bejelentette, hogy készen áll a visszatérésre. Hatodik nagylemeze 2019-ben jelent meg Head Above Water néven. Az albumról négy kislemez jelent meg: a Head Above Water, a Tell Me It's Over, a Dumb Blonde, és az I Fell in Love with the Devil.
2020 májusában az American Songwriter magazinnak adott interjújában megemlítette, hogy új anyagokon kezdett dolgozni, ami következő albumának alapja lehet. 2020 decemberében megerősítette, hogy új zenét vesz fel, John Feldmann, Mod Sun, Travis Barker, és Machine Gun Kelly producerekkel.

### 2021–jelen: Love Sux
A Mod Sun és Lavigne együttműködésével készült Flames 2021. január 8-án került kiadásra. A közösségi média egyik rajongójának adott válaszában Lavigne további új dalokat jelentett be 2021 első felére. Később megerősítette, hogy az album felvétele befejeződött. 2021 júliusában Willow Smith kiadta negyedik stúdióalbumát, Lately I Feel Everything címmel, az egyik számmal, a "Grow"-dal, Avril és Travis Barker közreműködésével. Ez év októberében a dalhoz tartozó klip is megjelent.
Miután 2021. november 3-án bejelentette, hogy aláírt a DTA Records-szal, bejelentette új kislemezét is, Bite Me címmel, amely november 10-én jelent meg. 2022. január 13-án pedig bejelentette hetedik stúdióalbumát, Love Sux címmel. Az album második kislemeze, a lemezen kívüli Love It When You Hate Me lett, amely 2022. január 14-én jelent meg, az amerikai énekes Blackbear közreműködésével. Az album ezt követően 2022. február 25-én került kiadásra. Az album a kilencedik helyen debütált a Billboard 200-on, a Billboard Canadian Albums listán pedig a harmadik helyen áll.
2022. június 13-án megjelent a Let Go új kiadása az album 20. évfordulója alkalmából. A lemez hat korábban kiadatlan bónuszdalt tartalmaz, köztük Kelly Clarkson Breakaway című számát, amelyet eredetileg Lavigne írt.
2022. szeptember 13-án részt vett a 15. Country Music Academy (ACM) kitüntetésen a Ryman Auditorium-ban, Nashville (Tennessee)-ben. Előadta Shania Twain No One Needs to Know című dalának feldolgozását, valamint Twainnek átadta az ACM Poets Award-ot.
2022. október 24-én bejelentette egy új kislemez kiadását I’m a Mess címmel, amelyen Yungblud angol énekes is szerepelt, és 2022. november 3-án a Love Sux kiadásának vezető kislemezeként adták ki november 25-én.
Az I’m a Mess című Twitter-kérdés-feleletben Lavigne megerősítette, hogy nyolcadik stúdióalbumán dolgozik, John Feldmann-nal, Barkerrel, Yungbluddal, és Alex Gaskarth-val, az All Time Low zenekarból. A Fake es Hell, Lavigne és az All Time Low együttműködése, végül kislemezként 2023. szeptember 15-én jelent meg. 2023. június 9-én Lavigne élő közös fellépést adott Miranda Lambert countryzenésszel a 2023-as CMA Fesztiválon a nashville-i (Tennessee állambeli) Nissan Stadionban . Lambert " Kerosene " és Lavigne " Skær Boi " című dalainak egyvelegét adták elő.
2024. május 10-én Lavigne bejelentette, hogy 2024. június 21-én kiad egy válogatásalbumot. 2024. május 16-án Lavigne és Nate Smith countryzenész kiadták a " Bulletproof" című közös kislemezüket, amely eredetileg Smith szólókislemezeként jelent meg. Lavigne és Smith a dalt az 59. Country Zenei Akadémia díjátadóján adták elő. Az album népszerűsítéseként Lavigne elindult Greatest Hits turnéjára, amely 2024. május 22-én kezdődött és 2024. szeptember 18-án ért véget. 2024. június 30-án Lavigne először játszott a világhírű Glastonbury Fesztiválon Angliában, és az Other Stage-en valaha látott egyik legnagyobb tömeget vonzotta.
2024. október 3-án arról számoltak be, hogy Lavigne egy újabb közös kislemezt vett fel Smith-szel "Can You Die from a Broken Heart" címmel. A dal Smith második albumán, a California Goldon szerepel, és az album harmadik kislemezeként jelent meg.
2025-ben Lavigne szerepelt a "77" című kislemezen, amely Billy Idol Dream Into It című albumán is szerepelt. A dalt együtt adták elő a Jimmy Kimmel Live! április 28-i epizódjában. 2025. május 9-én Lavigne kiadta a "Young & Dumb" című kislemezt, amelyen a Simple Plan is közreműködik. Simple Plan és Lavigne először Lavigne első turnéján, a Try To Shut Me Up Touron turnéztak együtt, 2002-től annak 2003-as befejezéséig, amely a dal ihletőjeként szolgált.

## Más jellegű tevékenységei

### Filmes pályafutása

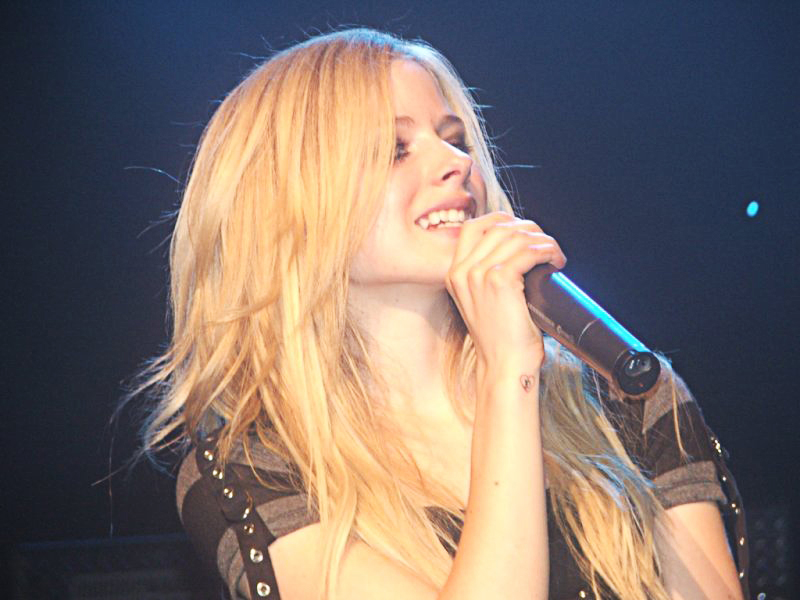
Avril Lavigne a 2005. június 9-i genfi koncerten

Első televíziós szereplése a Sabrina, a tiniboszorkány 2002-es epizódjában volt, ahol a "Sk8er Boi"című dalt adta elő a zenekarával egy éjszakai klubban. Később egy cameo-szerepet vállalt a 2004-es Going the Distance című filmben. A főszereplők összefutnak vele a színfalak mögött a MuchMusic Video Awards-on a "Losing Grip" előadása után.
Avril szerepel az Túl a sövényen című filmben mint Heather hangja. Szintén szerepel Richard Gere filmjében, A falkában és a Megetetett társadalomban. Avril írt egy dalt Dr. Luke-kal az Eragon című filmhez, melynek címe Keep Holding On. A dal a The Best Damn Thing albumon is hallható. Avril egyik dala az Alice Csodaországban című filmben is hallható.

### Abbey Dawn
Lavigne 2008-ban piacra dobta a saját divatmárkáját, az Abbey Dawnt, amit saját gyerekkori becenevéről nevezett el.  A márka fő motívumai a halálfejek, a csillagok, és a szívecskék. A ruhákat csak Amerikában, a Kohl's nevű áruházban lehet kapni, de két hónapig volt egy márkabolt Tokióban is. Az Abbey Dawn nem csak ruhákat, de kiegészítőket is kínál, például karórákat. 2012 tavaszán, hivatalos oldalán Európa egyes országaiba Abbey Dawn-boltokat ígértek, (köztük hazánkba is), de ezt mégsem valósították meg.

### Parfümök
Avril 2009-ben adta ki első parfümjét, a Black Star-t.
2010-ben megjelent a második illat, a Forbidden Rose. A következő évben megjelent a Forbidden Rose folytatása, a Wild Rose parfüm.
www.parfumeden.hu/avril_lavigne

## Magánélete

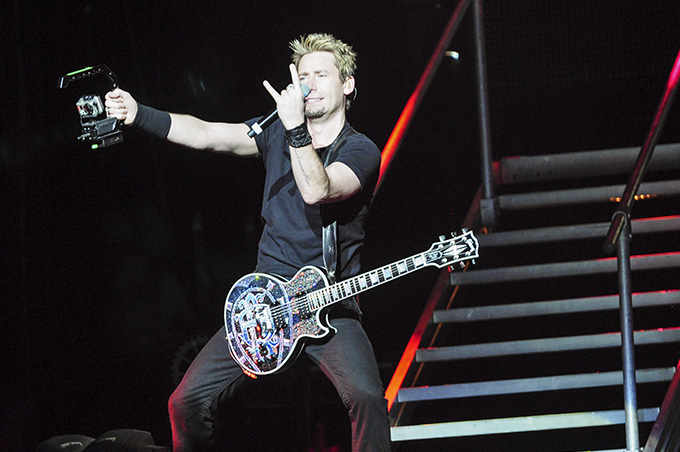
Chad Kroeger

2006. július 15-én Avril Lavigne feleségül ment a Sum 41 nevű punkzenekar énekeséhez, Deryck Whibleyhez. 2004-ben kezdtek randevúzni, majd 2005. június 27-én jegyezték el 
egymást. Whibley Velencében kérte meg Lavigne kezét. Lavigne saját elmondása szerint goth stílusú esküvőt akart, ám később meggondolta magát és engedett gyerekkori álmainak a tradicionális esküvőt illetően.
2009. szeptember 17-én jelentették be, hogy különválnak. Lavigne 2009. október 9-én adta be a válási papírokat.
Ezután Brody Jennerrel egy pár lettek, közös tetoválást is csináltattak. A kapcsolat azonban csak két évig tartott. 2012 elején még tagadták a felmerült pletykákat, de később kiderült az igazság. Chad Kroeger, aki Avril ötödik albumán dolgozott, egy interjúban elmondta, hogy szakítottak. Augusztus 8-án a Nickelback énekese és Avril bejelentették az eljegyzésüket. 2013. július 1-jén összeházasodtak, ezt Avril a hivatalos twitteroldalán jelentette be. Avril 2015. szeptember 2-án az instagramján jelentette be különköltözésüket.
2014 decemberében Lyme-kórt diagnosztizáltak nála. Továbbra is kezelésekre jár, könnyek között felhívta a rajongói figyelmét a betegség tényére és gyógymódjára egy interjúja alkalmával.

### Jelenlegi tagok
- Al Berry – basszusgitár, háttérének (2007-től)
- Rodney Howard – dob, ütőhangszerek (2007-től)
- Stephen Anthony Ferlazzo Jr. – billentyűs hangszerek (2007-től)
- Jim McGorman – gitár (2007-től)
- Devin Bronson – főgitáros, háttérének (2004-től)

### Régi tagok
- Mark Spicoluk – basszusgitár, háttérének (2002. április – 2002. szeptember)
- Jesse Colburn – gitár (2002 – 2003. október)
- Evan Taubenfeld – főgitáros, háttérének (2002 – 2004. július)
- Craig Wood – gitár, háttérének (2003 – 2007. január)
- Matt Brann – dob, ütőhangszerek (2002 – 2007. február)
- Charlie Moniz – basszusgitár (2002 – 2007. február)

## Diszkográfia
- Let Go (2002)
- Under My Skin (2004)
- The Best Damn Thing (2007)
- Goodbye Lullaby (2011)
- Avril Lavigne (album) (2013)
- Head Above Water (2019)
- Love Sux  (2022)

## Filmográfia
| Év   | Film                       | Eredeti cím                  | Szerep        | Magyar Hangja    |
| ---- | -------------------------- | ---------------------------- | ------------- | ---------------- |
| 2002 | Sabrina, a tiniboszorkány  | (Sabrina, the Teenage Witch) | Saját maga    |                  |
| 2004 | Hé, haver, nyomd a verdát! | (Going the Distance)         | Saját maga    |                  |
| 2006 | Megetetett társadalom      | (Fast Food Nation)           | Alice         | Mánya Zsófi      |
| 2006 | Túl a sövényen             | (Over the Hedge)             | Heather       | Gallusz Nikolett |
| 2007 | A falka                    | (The Flock)                  | Beatrice Bell | Balogh Cecília   |